# Se vedo te
Se vedo te è il quarto album in studio della cantante italiana Arisa, pubblicato il 20 febbraio 2014 dalla Warner Music Italy.

## Descrizione
Contiene i brani Lentamente (il primo che passa) e Controvento, presentati per la prima volta dalla cantante durante la sua partecipazione al Festival di Sanremo 2014.
L'album debutta alla terza posizione nella classifica degli album più venduti stilata dalla FIMI, diventando il miglior piazzamento in classifica dell'intera carriera della cantante.

## Tracce
1. L'ultima volta – 3:22 (Angelo Trabace)
2. Chissà cosa diresti – 3:46 (testo: Cristina Donà – musica: Cristina Donà, Saverio Lanza)
3. La cosa più importante – 4:04 (Christian Lavoro, Arisa)
4. Se vedo te (con Cristina Donà) – 4:26 (testo: Cristina Donà – musica: Cristina Donà, Saverio Lanza)
5. Lentamente (il primo che passa) – 3:53 (testo: Cristina Donà, Arisa – musica: Saverio Lanza, Cristina Donà)
6. Quante parole che non dici – 3:52 (Antonio Di Martino, Arisa)
7. Sinceramente – 2:34 (Dente)
8. Dici che non mi trovi mai – 3:48 (testo: Cristina Donà – musica: Cristina Donà, Saverio Lanza)
9. Dimmi se adesso mi vedi – 3:03 (Marco Guazzone)
10. Controvento – 3:39 (Giuseppe Anastasi)
11. Stai bene su di me – 2:59 (Antonio Di Martino, Arisa)

## Formazione
- Arisa – voce
- Saverio Lanza – chitarra, pianoforte, cori, organo, programmazione, basso
- Fabio Merigo – chitarra classica
- Carlo Ubaldo Rossi – tastiera, chitarra, basso, batteria
- Alessandro Orefice – pianoforte, organo
- Fabrizio Morganti – batteria
- Pietro Montemagni, Emma Lanza – violini
- Federica Cucignatto – viola
- Federica Finardi – violoncello
- Pietro Spitilli – contrabbasso
- Samuele Cangi, Giotto Napolitano – trombe
- Francesco Cangi, Enrico Allavena – tromboni
- Paolo Parpaglione – sassofono tenore, sassofono baritono
- Ezio Rizzon – oboe, corno inglese
- Ettore Bongiovanni – corno francese

## Classifiche
| Classifica (2014) | Posizione massima |
| ----------------- | ----------------- |
| Italia            | 3                 |